# Олександрівка (Кантемірський район)
Олександрівка (рум. Alexandrovca) — село в Кантемірському районі Молдови. Входить до складу комуни, адміністративним центром якої є село Плопь.